# بنی سنوس (استان تلمسان)
بنی سنوس (استان تلمسان) (به عربی: بنی سنوس) یک شهرداری در الجزایر است که در ناحیه بنی سنوس واقع شده‌است. بنی سنوس ۱۱٬۳۱۸ نفر جمعیت دارد.